# Anders Järryd
Anders Järryd (Båstad, 13 de julho de 1961) é um ex-tenista profissional sueco.

## Grand Slam finais (13)

### Duplas (8 títulos)
| Ano  | Campeonato        | Parceiro        | Oponentes                       | Placar                  |
| 1983 | Roland Garros     | Hans Simonsson  | Mark Edmondson Sherwood Stewart | 7–6, 6–4, 6–2           |
| 1987 | Australian Open   | Stefan Edberg   | Peter Doohan Laurie Warder      | 6–4, 6–4, 7–6           |
| 1987 | US Open           | Stefan Edberg   | Ken Flach Robert Seguso         | 7–6, 6–2, 4–6, 5–7, 7–6 |
| 1987 | Roland Garros (2) | Robert Seguso   | Guy Forget Yannick Noah         | 6–7, 6–7, 6–3, 6–4, 6–2 |
| 1989 | Wimbledon         | John Fitzgerald | Rick Leach Jim Pugh             | 3–6, 7–6, 6–4, 7–6      |
| 1991 | Roland Garros (3) | John Fitzgerald | Rick Leach Jim Pugh             | 6–0, 7–5                |
| 1991 | Wimbledon (2)     | John Fitzgerald | Javier Frana Leonardo Lavalle   | 6–3, 6–4, 6–7, 6–1      |
| 1991 | US Open (2)       | John Fitzgerald | Scott Davis David Pate          | 3–6, 7–6, 6–4, 7–6      |

### Duplas (5 vices)
| Ano  | Campeonato        | Parceiro        | Oponentes                   | placar                    |
| 1984 | US Open           | Stefan Edberg   | John Fitzgerald Tomáš Šmíd  | 6–7, 3–6, 3–6             |
| 1986 | Roland Garros     | Stefan Edberg   | John Fitzgerald Tomáš Šmíd  | 6–3, 4–6, 6–3, 6–7, 12–14 |
| 1988 | Roland Garros (2) | John Fitzgerald | Andrés Gómez Emilio Sánchez | 3–6, 7–6, 4–6, 3–6        |
| 1988 | Wimbledon         | John Fitzgerald | Ken Flach Robert Seguso     | 4–6, 6–2, 4–6, 6–7        |
| 1993 | Australian Open   | John Fitzgerald | Danie Visser Laurie Warder  | 4–6, 3–6, 4–6             |